# ادوارد اسمیت دربی
ادوارد جرج جفری اسمیت استنلی (به انگلیسی: Edward George Geoffrey Smith-Stanley)‏ چهاردهیمن ارل دربی (به انگلیسی: Derby) دولتمرد اهل بریتانیا و نخست وزیر این کشور برای سه دوره بود. او تا امروز طولانی‌ترین دوره رهبری حزب محافظه کار بریتانیا را در اختیار دارد. او قبل از ۱۸۳۴ به نام ادوارد استنلی شناخته می‌شد؛ و از ۱۸۳۴ تا ۱۸۵۱ بنام لرد استنلی.
پدرش لرد استنلی و مادرش شارلوت هورن بای بودند. استنلی‌ها خاندانی دیرپا و ثروتمند و زمیندار در نوزلی هال در لنکاشایر بودند. اجداد او از مردان پادشاه (لردها) از سال ۱۴۰۵ بودند و توماس استنلی اولین ارل دربی جبهه خود را در جریان نبرد بوزورث عوض کرد و تاج شاه سقوط کرده ریچارد سوم را بر سر هنری تئودور گذاشت.
سوابق او نا معمول است. او یکی از چهار نخست وزیر بریتانیاست که در سه دوره با فاصله خدمت کرده با این حال تمام این دوره‌ها کمتر از دو سال بوده‌اند و در مجموع فقط سه سال و ۲۸۰ روز شده‌اند. وقتی او اولین کابینه خودش در ۱۸۵۲ تشکیل داد چون بیشتر وزرا از سیاستمداران ناشناخته تشکیل شده بودند زمانی که اسامی در مجلس لردها خوانده شد دوک ولینگتون سالخورده (فاتح نبرد واترلو در مقابل ناپلئون بناپارت) مدام سؤال می‌کرد که ((کی؟ کی؟)) از ان به بعد کابینه او را دولت کی؟ کی؟ می‌گفتند که تا آخر همان سال هم در دسامبر سقوط کرد. با این حال او دستاوردهای زیادی هم به عنوان وزیر و هم نخست وزیر داشت. او پدر حزب محافظه کار امروزی توصیف شده‌است.